# Пакашница
Пакашница је насељено место града Крушевца у Расинском округу. Према попису из 2022. било је 2071 становника (према попису из 1991. било је 1307 становника).

## Демографија
У насељу Пакашница живи 1501 пунолетни становник, а просечна старост становништва износи 37,0 година (36,6 код мушкараца и 37,3 код жена). У насељу има 614 домаћинстава, а просечан број чланова по домаћинству је 3,14.
Ово насеље је великим делом насељено Србима (према попису из 2002. године), а у последња три пописа, примећен је пораст у броју становника.
|  |

| Демографија | Демографија | Демографија |
| Година      | Становника  | Становника  |
| ----------- | ----------- | ----------- |
| 1948.       | 527         |             |
| 1953.       | 585         |             |
| 1961.       | 725         |             |
| 1971.       | 938         |             |
| 1981.       | 1.040       |             |
| 1991.       | 1.307       | 1.267       |
| 2002.       | 1.929       | 1.979       |

| Етнички састав према попису из 2002.‍ | Етнички састав према попису из 2002.‍ | Етнички састав према попису из 2002.‍ | Етнички састав према попису из 2002.‍ | Етнички састав према попису из 2002.‍ |
| ------------------------------------ | ------------------------------------ | ------------------------------------ | ------------------------------------ | ------------------------------------ |
|                                      |                                      |                                      |                                      |                                      |
| Срби                                 | Срби                                 |                                      | 1.884                                | 97,66%                               |
| Црногорци                            | Црногорци                            |                                      | 19                                   | 0,98%                                |
| Роми                                 | Роми                                 |                                      | 6                                    | 0,31%                                |
| Муслимани                            | Муслимани                            |                                      | 3                                    | 0,15%                                |
| Руси                                 | Руси                                 |                                      | 2                                    | 0,10%                                |
| Украјинци                            | Украјинци                            |                                      | 1                                    | 0,05%                                |
| Македонци                            | Македонци                            |                                      | 1                                    | 0,05%                                |
| непознато                            | непознато                            |                                      | 12                                   | 0,62%                                |

| Година пописа     | 1948. | 1953. | 1961. | 1971. | 1981. | 1991. | 2002. |
| ----------------- | ----- | ----- | ----- | ----- | ----- | ----- | ----- |
| Број домаћинстава | 110   | 132   | 190   | 256   | 284   | 359   | 614   |

| Број чланова      | 1  | 2   | 3   | 4   | 5  | 6  | 7 | 8 | 9 | 10 и више | Просек |
| ----------------- | -- | --- | --- | --- | -- | -- | - | - | - | --------- | ------ |
| Број домаћинстава | 77 | 153 | 119 | 185 | 47 | 22 | 9 | 0 | 2 | 0         | 3,14   |

| Пол    | Укупно | Неожењен/Неудата | Ожењен/Удата | Удовац/Удовица | Разведен/Разведена | Непознато |
| ------ | ------ | ---------------- | ------------ | -------------- | ------------------ | --------- |
| Мушки  | 787    | 222              | 516          | 28             | 19                 | 2         |
| Женски | 805    | 169              | 517          | 83             | 36                 | 0         |
| УКУПНО | 1.592  | 391              | 1.033        | 111            | 55                 | 2         |

| Пол    | Укупно                    | Пољопривреда, лов и шумарство | Рибарство                            | Вађење руде и камена | Прерађивачка индустрија       |
| ------ | ------------------------- | ----------------------------- | ------------------------------------ | -------------------- | ----------------------------- |
| Мушки  | 353                       | 6                             | 0                                    | 1                    | 143                           |
| Женски | 298                       | 9                             | 0                                    | 1                    | 94                            |
| УКУПНО | 651                       | 15                            | 0                                    | 2                    | 237                           |
| Пол    | Производња и снабдевање   | Грађевинарство                | Трговина                             | Хотели и ресторани   | Саобраћај, складиштење и везе |
| Мушки  | 12                        | 21                            | 52                                   | 8                    | 23                            |
| Женски | 2                         | 9                             | 64                                   | 8                    | 12                            |
| УКУПНО | 14                        | 30                            | 116                                  | 16                   | 35                            |
| Пол    | Финансијско посредовање   | Некретнине                    | Државна управа и одбрана             | Образовање           | Здравствени и социјални рад   |
| Мушки  | 1                         | 12                            | 29                                   | 16                   | 8                             |
| Женски | 5                         | 8                             | 15                                   | 16                   | 33                            |
| УКУПНО | 6                         | 20                            | 44                                   | 32                   | 41                            |
| Пол    | Остале услужне активности | Приватна домаћинства          | Екстериторијалне организације и тела | Непознато            | Непознато                     |
| Мушки  | 5                         | 0                             | 0                                    | 16                   | 16                            |
| Женски | 7                         | 0                             | 0                                    | 15                   | 15                            |
| УКУПНО | 12                        | 0                             | 0                                    | 31                   | 31                            |